# Mezaoria-síkság
A Mezaoria-síkság (görögül Μεσαορία [Meszaoría], törökül Mesarya) Ciprus legnagyobb síksága. A síkság kelet-nyugati irányban a teljes szigeten végighúzódik, azaz keletről és nyugatról a Földközi-tenger, északról a Kerínia-hegység, délről pedig a Tróodosz-hegység határolja. Neve elhelyezkedésére utal: a görög szó jelentése „hegyek között”. 
Területe megközelítőleg 1000 km², nagyjából a közepén található Ciprus fővárosa, Nicosia. A terület jelentős része a török megszállási övezet része.  
Keresztülfolyik rajta a sziget leghosszabb folyója, a Pedieosz. Számos időszakos folyóvíz található még rajta. Ez a síkság a sziget legfontosabb gabonatermesztő területe.